# Ode to the Goose
Ode to the Goose (en hangul: 군산: 거위를 노래하다; RR: Gunsan: Geowileul Nolaehada) es una película surcoreana de 2018 escrita, dirigida y producida por Zhang Lu. Está protagonizada por Park Hae-il, Moon So-ri, Jung Jin-young y Park So-dam. Se presentó en el Festival Internacional de cine de Busan en octubre de 2018, y se estrenó en sala el 8 de  noviembre de 2018. Fue elegida para inaugurar en España la segunda edición del Festival de Cine Coreano (Madrid) en 2019.

## Argumento
Yoon-young, un aspirante a poeta aún inédito, ha estado secretamente enamorado de Song-hyun, la mujer de un amigo. Un día se encuentra con ella por la calle y descubre que se ha divorciado, y entonces decide llevarla de viaje a Gunsan, una ciudad costera al sur de Corea. Allí hallan alojamiento en una casa de huéspedes regentada por un japonés, aficionado a la fotografía, que vive con su hija autista, la cual no sale de su habitación. Song-hyun empieza a sentir atracción por el dueño del hostal, mientras que la hija de este parece, a su vez, fascinada por Yoon-young.
El título de la película remite a un antiguo poema chino, que, en una de las escenas clave de la película, Yoon-young recita borracho en una casa de comidas.

## Reparto
- Park Hae-il como Yoon-young.
- Moon So-ri como Song-hyun.[8]
- Jung Jin-young como el dueño de la casa de huéspedes.
- Park So-dam como la hija del dueño.
- Jo Young-min como Lee-hyun.
- Jo Kwang-min como el hermano pequeño de Lee-hyun.
- Moon Sook como Lily, dueña de la casa de comidas (aparición especial).
- Myung Gye-nam.
- Jung Eun-chae.
- Han Ye-ri como farmacéutica (aparición especial).
- Lee Mi-sook como la dentista, prima de Song-hyun (aparición especial).
- Yoon Je-moon como el exmarido de Song-hyun (aparición especial).[9]

## Producción
Estaba previsto que el rodaje del filme se hiciera en la localidad de Mokpo, porque allí se ubicaba la casa de huéspedes favorita del director Zhang Lu, pero no pudo usarse como lugar de filmación y por ello se decidió el traslado a Gunsan, donde también abundan las casas de la época colonial japonesa que conforman el escenario del filme. La cercanía a Gunsan de una base aérea estadounidense provocaba interrupciones durante el rodaje por el sobrevuelo continuo de aviones de combate.

## Recepción
En Corea del Sur la película fue vista por 15.447 espectadores, para una taquilla total de 111.994 dólares estadounidenses.
Según Elena Rojo García, de Entreletras, «de un modo intencional la película es un enredo de historias no resueltas, en las que el espectador debe hacer un esfuerzo de concentración por hilar tramas y donde el sentido del humor tiene cabida. La narración no lineal en el tiempo, le otorga una perspectiva que le hace resultar más interesante e intrigante».
También Wendy Ide, de Screendaily, ha escrito de Ode to the Goose que su director desorienta deliberadamente al espectador con un «laberinto de callejones sin salida narrativos y déjà vu, antes de retroceder a un punto anterior de la historia y ofrecer hábilmente un nuevo punto de vista. Es un enigma cautivador, aunque a veces desconcertante, en forma de película. [...] los espectadores inteligentes [...] probablemente se sentirán intrigados por la alegría formal y la agilidad de la narración, que evoca el trabajo de Hong Sang-soo».
Se ha señalado como uno de los temas de la película el de las conflictivas relaciones que mantienen entre sí los coreanos según su origen étnico: coreanos, coreanos de origen japonés o de origen chino. Precisamente el director y guionista pertenece a este último grupo, y ha reflejado en su película los prejuicios que padecen los que tienen este origen en la moderna Corea. También Park Mi-young, de TenAsia, señala por una parte la importancia que adquiere el lugar de rodaje (que a menudo se convierte en el título de las obras de Zhang Lu), y por otra que este, coreano-chino, ha incorporado la nacionalidad, la identidad y la visión de la historia en su trabajo.

## Premios y candidaturas
| Año  | Premio                       | Categoría    | Candidato  | Resultado | Ref.   |
| ---- | ---------------------------- | ------------ | ---------- | --------- | ------ |
| 2019 | 24th Chunsa Film Arts Awards | Mejor actriz | Moon So-ri | Candidata | [ 15 ] |